# Кунозуль
Кунозу́ль (фр. Counozouls) — коммуна во Франции, находится в регионе Лангедок — Руссильон. Департамент коммуны — Од. Входит в состав кантона Акса. Округ коммуны — Лиму.
Код INSEE коммуны — 11104.

## Население
Население коммуны на 2008 год составляло 46 человек.
| 1962 | 1968 | 1975 | 1982 | 1990 | 1999 | 2008 |
| ---- | ---- | ---- | ---- | ---- | ---- | ---- |
| 54   | 78   | 65   | 55   | 52   | 41   | 46   |

## Экономика
В 2007 году среди 23 человек в трудоспособном возрасте (15—64 лет) 12 были экономически активными, 11 — неактивными (показатель активности — 52,2 %, в 1999 году было 47,1 %). Из 12 активных работали 12 человек (9 мужчин и 3 женщины), безработных не было. Среди 11 неактивных все были пенсионерами.